# 王彥民
王彥民（？—？），字子惟，號貞宇，直隸順德府商丘縣人，民籍，明朝政治人物。

## 生平
嘉靖二十五年（1546年）丙午科順天府鄉試第八十七名舉人。嘉靖三十二年（1553年）中式癸丑科三甲第一百五十二名進士。吏部观政，授陕西咸宁知县，起复补上蔡县。历升兵部主事、兵部车驾司郎中。隆慶元年（1567年）十二月升陕西右参议，四年四月升本省副使，六月以母老引疾乞致仕歸。

## 家族
曾祖王夢祥，府照磨；祖父王經；父王宗周，知縣。母寗氏。兄献民（生员）、俊民、秀民（生员）、弟慧民。